# 水野知昭
水野 知昭（みずの ともあき、1949年（昭和24年）1月6日 - 2005年（平成17年）10月23日）は、日本の古英語文学者、比較神話学者。元信州大学人文学部文化コミュニケーション学科比較言語文化講座教授。文学修士。

## 経歴
- 1949年 - 富山県西礪波郡津沢町（現在の小矢部市津沢）で誕生。父は高校の物理教諭。

父に勧められ理系の大学を受験するも不合格となる。
翌年東北大学文学部言語学科に入学。
卒業後は、同学文学研究科博士課程へ進む。助手を勤めつつラテン語や古英詩を学ぶ。
- 1978年 -  日本大学工学部の英語の専任講師、助教授となる。[2][3]

古英詩の口承定型句と比喩表現を研究。
北欧神話を研究しなければ、古英詩に用いられるケニングの意味を正しく理解できないと痛感。
- 1982年 -  ストックホルム大学宗教史学科に留学。

神話の研究のための留学。
- 1995年 -  信州大学において人文学部教授。北欧神話、比較神話学、古ノルド語、古英語文学専攻。[5]

学生に北欧神話と古英詩の魅力を伝えることに尽力。
この間、七十数本の論文を書いている。
- 2005年10月23日 - くも膜下出血のため死去。享年56[2][1]。
- 2007年3月 - 信州大学付属図書館松本合同図書館にて「水野コレクション」として蔵書を公開。[6]

## 主要業績

### 単著書
- 『生と死の北欧神話』松柏社、2002年、ISBN 978-4775400135

### 共訳書
- ヘルマン・パウルソン（英語版） 『オージンのいる風景 オージン教とエッダ』 水野知昭他訳、東海大学出版会、1995年、ISBN 978-4486013181 ※水野は第4章・第5章を担当

### 主要論文
- 「バルドル神話における死と再生の儀礼」『エポス』第5号、1980年
- 「ゲルマンの宇宙創成論における月神崇拝」『日本大学工学部紀要』分類B第22巻、1981年
- 「バルドル殺害神話の形成 - 大地母神と運命女神崇拝 - 」『エポス』第6号、1981年
- 「風、海そして火の神ニョルズ」『エポス』第7号、1982年
- 「グルヴェイグをめぐる神々の闘争」『日本大学工学部紀要』分類B第23巻、1982年
- 「古ゲルマンの楽園の原風景」『文化』第47巻３・４号、1984年
- 「神々の犠牲者としてのバルドル -『北欧マレビト考』への序章」『日本大学工学部紀要』分類B第27巻、1986年
- 「旅するロキの神話 - その（1）-」『日本大学工学部紀要』分類B第28巻、1987年
- 「古北欧『異人による蛇神殺し』としてのバルドル神話」『口承文芸研究』、1987年
- 「『バルドル神話劇』前編 - 不死になったバルドルと旅するロキ」『エポス』第10号、1987年
- 『羽振りの古代思想』、1991年
- 「ロキの笑劇についての民族的な考察」『日本アイスランド学会会報』16号、1997年
- 「客人款待神としてのオージン」『ユリイカ』2月特集号、青土社、1997年
- 「『詩のエッダ』と『散文エッダ』」『北欧神話文化論』※講義用の教科書、1998年
- 「宇宙創成論における水と火」『北欧神話文化論』、1998年
- 「王の犠牲と豊饒：北欧と日本とギリシアの事例」『人文科学論集』〈文化コミュニケーション学科編〉第32号、1998年
- 「北欧教会建立伝説の成立背景」『人文科学論集』〈文化コミュニケーション学科編〉第34号、2000年
- 「求愛の使者スキールニルの旅 - フレイとバルドルを繋ぐもの」『日本アイスランド学会]会報』20号、2000 - 2001年
- 「古北欧の『中つ国』と『根の国』」『人文科学論集』〈文化コミュニケーション学科篇〉第35号、2001年
- 「古北欧の双生神フレイとバルドル─鹿・髪・枝・剣の視点─」『ユーラシア神話の比較─神話と文学─』、2001年

他多数。